# Maison du Sergent de Justice
La maison du Sergent de Jusctice est une maison située à Pérouges, en France.

## Localisation
La maison est située dans le département français de l'Ain, sur la commune de Pérouges.

## Historique
Le rempart attenant à l'édifice est classé au titre des monuments historiques le 24 novembre 1921.